# Heeresgruppe Süd
Heeresgruppe Süd war die Bezeichnung für vier verschiedene Heeresgruppenkommandos des Heeres der Wehrmacht während des Zweiten Weltkrieges. Sie waren Oberkommando jeweils wechselnder Armeen sowie zahlreicher Spezialtruppen.

## Geschichte
Im Laufe des Zweiten Weltkrieges wurde in vier unabhängigen Phasen eine Heeresgruppe mit dem Namen „Süd“ aufgestellt:

### Erste Formation (Polenfeldzug, 1939)
Die Heeresgruppe Süd wurde am 24. August 1939 für den Überfall auf Polen durch die Umbildung des Armee-Oberkommandos 12 aufgestellt. Sie griff unter der Führung von Generalfeldmarschall Gerd von Rundstedt ab dem 1. September 1939 mit der Masse der gepanzerten und schnellen Divisionen des Heeres aus Schlesien (8. Armee in Niederschlesien, 10. Armee – hier Schwerpunkt – in Oberschlesien), Mähren und der Slowakei (14. Armee) heraus Südpolen an. Nach erfolgreichem Durchbruch der 10. Armee auf Warschau wurden die aus Westpolen zurückflutenden polnischen Truppen in der Schlacht an der Bzura durch die 8. Armee zerschlagen. Während die 10. Armee anschließend bei Warschau Verbindung mit der von Norden angreifenden Heeresgruppe Nord herstellte, griff die 14. Armee durch Südpolen hindurch auf Lemberg und Lublin an. Nach Abschluss des Überfalls auf Polen wurde das Heeresgruppenkommando an die Westfront verlegt und in „Heeresgruppe A“ umbenannt.

### Zweite Formation (Russlandfeldzug, ab Mitte 1941)
Die Heeresgruppe Süd wurde am 22. Juni 1941, dem Tag des deutschen Angriffs auf die Sowjetunion („Unternehmen Barbarossa“) durch Umbenennung der Heeresgruppe A neu aufgestellt. Sie griff hierbei aus ihren Bereitstellungsräumen vom südlichen Polen über die Slowakei, Ungarn und Rumänien die sowjetische Südwest- und Südfront an. Ihre strategischen Ziele waren der Vorstoß zum Dnepr und die Eroberung Kiews sowie der weitere Vormarsch ins Donezbecken. In zwei großen Kesselschlachten bei Uman und Kiew zwischen Juli und September 1941 wurden mehrere sowjetische Armeen aufgerieben. Nach der Einnahme Odessas im Oktober drangen Teile der Heeresgruppe auf die Krim vor und begannen mit der Belagerung Sewastopols, während anderen Teilen die Einnahme von Charkow und zeitweilig die von Rostow am Don gelang. Der Rückzug aus Rostow Ende November 1941 führte zur Ablösung Rundstedts durch Generalfeldmarschall Walter von Reichenau, der nach seinem Tod im Januar durch Generalfeldmarschall Fedor von Bock ersetzt wurde. Im Winter 1941/42 hatte die Heeresgruppe Defensivstellungen entlang der Flüsse Mius und Donez eingenommen.
Im Januar 1942 ging der Donez-Abschnitt zwischen Isjum und Balakleja verloren, es gelang den Sowjets einen starken westlichen Brückenkopf zu schlagen. Marschall Timoschenko erneuerte am 12. Mai seine Offensive mit doppelten Angriffsarmen auf Charkow, wurde aber durch eine überraschende deutsche Gegenoffensive in der Schlacht bei Charkow schwer geschlagen. Dieser Erfolg war Voraussetzung zur Eröffnung der deutschen Sommeroffensive 1942 („Fall Blau“). Im Juli 1942 wurde die Heeresgruppe Süd infolge der Erweiterung des Operationsbereiches in Heeresgruppe A (Kaukasus) und Heeresgruppe B (Stalingrad) aufgeteilt.

### Dritte Formation (südl. Ostfront; ab Frühjahr 1943)
Am 12. Februar 1943 wurde, nach dem Untergang der 6. Armee in Stalingrad und der Herauslösung der Heeresgruppe B aus der Kommandostruktur der Ostfront, die Heeresgruppe Don (ehemals 11. Armee) in Heeresgruppe Süd unter dem Befehl von Generalfeldmarschall Erich von Manstein umbenannt. Ihr unterstellt waren im Frühjahr 1943 die 1. und 4. Panzerarmee sowie die Armeeabteilungen Hollidt (im März umbenannt in eine neuerliche 6. Armee) und Kempf (im August umbenannt in 8. Armee).

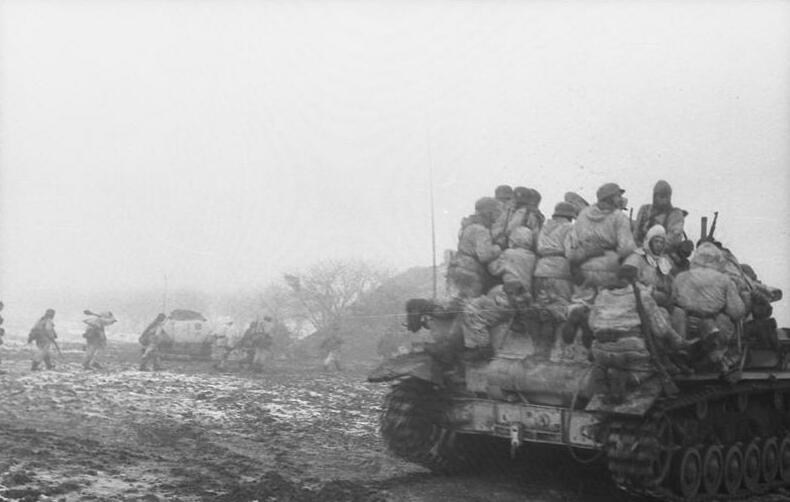
Südukraine (Dezember 1943)

Die Heeresgruppe Süd trug von Anfang 1943 bis Frühjahr 1944 die Hauptlast der Kämpfe an der Ostfront. Nachdem die Front durch den Gegenangriff von Mansteins (Rochade der 1. Panzerarmee vom Kaukasus in die Ukraine) im Februar/März 1943 stabilisiert worden war, ging die Initiative nach dem gescheiterten Unternehmen Zitadelle bei Kursk im Juli 1943 endgültig an die Rote Armee verloren. Im September musste das Industriegebiet im Donezbecken geräumt werden, im November 1943 scheiterte der Versuch, die Dnepr-Linie zu halten (s. Panther-Stellung). Bis April 1944 kämpfte sich die Heeresgruppe unter schweren Verlusten, die u. a. durch die Dnepr-Karpaten-Operation entstanden, jedoch insgesamt intakt nach Galizien zurück.
Am 1. April 1944 erfolgte die Umbenennung in Heeresgruppe Nordukraine mit Walter Model als neuem Oberbefehlshaber.

### Vierte Formation (Rückzug südl. Ostfront; ab Spätsommer 1944)
Im September 1944 wurde die Heeresgruppe Südukraine in Ostungarn in Heeresgruppe Süd umbenannt. Bis März 1945 kämpfte sie in Westungarn und zog sich bei Ende des Zweiten Weltkrieges nach Österreich zurück, wo sie am 2. April 1945 in Heeresgruppe Ostmark umbenannt wurde.

## Oberbefehlshaber
| Datum                                                           | Oberbefehlshaber                          |
| --------------------------------------------------------------- | ----------------------------------------- |
| 1. September bis 26. Oktober 1939 22. Juni bis 1. Dezember 1941 | Generalfeldmarschall Gerd von Rundstedt   |
| 1. Dezember 1941 bis 12. Januar 1942                            | Generalfeldmarschall Walter von Reichenau |
| 12. Januar bis 9. Juli 1942                                     | Generalfeldmarschall Fedor von Bock       |
| 12. Februar 1943 bis 30. März 1944                              | Generalfeldmarschall Erich von Manstein   |
| 23. September bis 28. Dezember 1944                             | Generaloberst Johannes Frießner           |
| 28. Dezember 1944 bis 6. April 1945                             | General der Infanterie Otto Wöhler        |
| 7. April 1945 bis Kriegsende                                    | Generaloberst Lothar Rendulic             |

## Unterstellte Großverbände
| Datum          | Unterstellte Einheiten                                                                       |
| -------------- | -------------------------------------------------------------------------------------------- |
| September 1939 | 8. Armee, 10. Armee, 14. Armee                                                               |
| Oktober 1939   | Grenz-Abschnitt Nord, Mitte und Süd                                                          |
| Juni 1941      | 6. Armee, Panzergruppe 1, 17. Armee, 11. Armee                                               |
| Februar 1942   | 2. Armee, 6. Armee, Armeegruppe v. Kleist, 11. Armee                                         |
| Juni 1942      | 2. Armee, 6. Armee, 1. Panzerarmee, 17. Armee, Gruppe v. Wietersheim, 11. Armee              |
| Juli 1942      | Armeegruppe v. Weichs, 6. Armee, 1. Panzerarmee, 17. Armee, Gruppe v. Wietersheim, 11. Armee |
| März 1943      | Armeeabteilung Kempf, 4. Panzerarmee, 1. Panzerarmee, Armeeabteilung Hollidt                 |
| April 1943     | Armeeabteilung Kempf, 6. Armee, 1. Panzerarmee, 4. Panzerarmee                               |
| Juli 1943      | Armeeabteilung Kempf, 6. Armee, 8. Armee, 1. Panzerarmee                                     |
| September 1943 | 4. Panzerarmee, 8. Armee, 1. Panzerarmee, 6. Armee                                           |
| Oktober 1943   | 4. Panzerarmee, 8. Armee, 1. Panzerarmee                                                     |
| November 1943  | 4. Panzerarmee, 8. Armee, 1. Panzerarmee, Wehrmachtbefehlshaber Ukraine                      |
| Januar 1944    | 4. Panzerarmee, 8. Armee, 6. Armee, 1. Panzerarmee, Wehrmachtbefehlshaber Ukraine            |
| Februar 1944   | 4. Panzerarmee, 1. Panzerarmee, 8. Armee, 6. Armee                                           |
| Oktober 1944   | Armeegruppe Wöhler, 6. Armee, 3. Ungarische Armee                                            |
| November 1944  | Armeegruppe Wöhler, Armeegruppe Fretter-Pico, 2. Ungarische Armee                            |
| Dezember 1944  | Armeegruppe Wöhler, 6. Armee, 3. Ungarische Armee                                            |
| Januar 1945    | Armeegruppe Balck, 8. Armee, 2. Panzerarmee                                                  |
| April 1945     | 8. Armee, 6. Panzerarmee, 6. Armee, 2. Panzerarmee                                           |

## Gliederung
Heeresgruppen-Truppen
- Heeresgruppen-Nachrichten-Regiment 570 (1. und 2. Aufstellung)
- Heeresgruppen-Nachrichten-Regiment 558 (3. Aufstellung)
- Heeresgruppen-Nachrichten-Regiment 530 (4. Aufstellung)

## ARLZ-Maßnahmen
Am 11. September 1943 erließ von Manstein einen Befehl über die Durchsetzung von so genannten ARLZ-Maßnahmen. Diese Maßnahmen resultierten aus einer Weisung des Wirtschaftsstabs Ost vom 21. Februar 1943, die Maßnahmen zur Auflockerung, Räumung, Lähmung und Zerstörung bei der Räumung besetzter Gebiete beinhaltete, die von der Wehrmacht bei ihrem Abzug durchzuführen seien.
In dem Befehl weist Manstein darauf hin, dass sich die Bevölkerung häufig nicht freiwillig mit der Truppe zurückzieht, so dass große Mengen an Arbeitskräften, Vieh und Lebensmitteln in die Hände des Feindes fallen würden. In Ergänzung schon erlassener Befehle wies er nochmals auf nachfolgende Punkte hin:
- Die landwirtschaftliche Bevölkerung ist mit allen Mitteln zu veranlassen, mit Pferden und Großvieh nach Westen abzuwandern. Bei einer Weigerung sollen Vieh und Pferde weggetrieben werden, das Vieh sei zur Truppenverpflegung zu verwerten oder zu erschießen.
- Die wehrfähigen Männer sollten geschlossen gesammelt und abtransportiert werden, weil diese sonst von den Russen sofort in das Heer aufgenommen würden. Sie sollten möglichst in Betriebsgemeinschaften abtransportiert werden, mit der Angabe, an den Dnjepr verlegt zu werden.
- Der Abtransport der Wehrfähigen soll vor dem Beginn der Zerstörungen erfolgen, wobei diese ihre Angehörigen mitnehmen könnten.
- Die Vernichtung aller Wirtschaftsgüter ist mit allen Mitteln durchzuführen, soweit sie nicht abtransportiert werden können.